# Hugo František ze Salm-Reifferscheidtu
Hugo František starohrabě ze Salm-Reifferscheidtu (německy Hugo Franz Altgraf zu Salm-Reifferscheidt, 1. dubna 1776 ve Vídni – 31. března 1836 ve Vídni) byl moravský šlechtic, průkopník průmyslu, vědec, milovník umění, sběratel, mecenáš a speleolog.

## Život

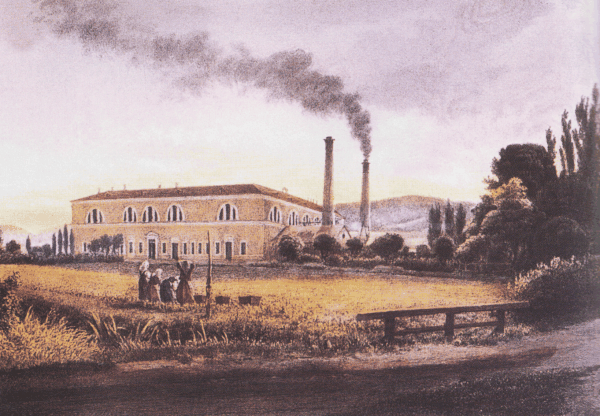
Cukrovar v Rájci nad Svitavou

Pocházel z vedlejší linie rodu Salmů, a to Salm-Reifferscheidt-Raitz. Narodil se 1. dubna 1776 ve Vídni jako prvorozený syn, jeho bratr-dvojče zemřel téhož roku. Jeho rodiči byli starohrabě a od roku 1790 kníže Karel Josef ze Salmu a jeho první manželka, kněžna Marie Františka z Auerspergu (1752–1791), dcera Karla z Auerspergu (1720–1800). Díky otcově působení ve funkci císařského komoří se Františkovou křestní kmotrou stala císařovna Marie Terezie. Hugo měl z obou otcových manželství několik sourozenců, dospělosti se dožil jako jediný.
Hugo Salm byl velmi vzdělaný člověk, vyznal se v polním i lesním hospodářství, přírodních vědách. Na univerzitě ve Vídni vystudoval práva. Zajímal se také o chemii, hornictví a hutnictví, které dostudoval až po válce. Z jazyků ovládal češtinu, němčinu, angličtinu, francouzštinu a italštinu. Jako dvaadvacetiletý mladý muž se se svými přáteli, bratrancem hrabětem Václavem Paarem a spisovatelem Fridrichem Wilhelmem Mayernem vydal na vojenskou dráhu. Účastnili se bojů proti Napoleonově armádě v Itálii, v Castellaro u Mantovy byl Hugo zajat, ale po uzavření míru propuštěn. V roce 1798 se vydal do Berlína, kde studoval výrobu cukru z cukrové řepy.
Roku 1801 odcestoval do Anglie, která byla průkopníkem v moderních technologiích, seznámil se s principy vysoké koksové pece, s výrobou ocelové litiny, s vynálezy parního stroje, mechanického tkalcovského stavu a dalších tehdejších novinek. V roce 1808 tam na zapřenou pracoval jako dělník v továrnách. Zde prováděl „průmyslovou špionáž“ a přivezl si s sebou značné množství nákresů různých strojů.
Po svém návratu zřídil v Brně první továrnu na stroje, poté zřídil další v Doubravici. Třetí strojírenskou továrnu, která přežila v jiné podobě až do současnosti, založil v Blansku. Ta se stala na dlouhou dobu největší továrnou v Rakouském císařství. V Blansku byla postavena kuplovací pec, válcovna, slévárna, modelárna, strojírna, následovaly provozy destilační uhelné peci, prachárny, byly postaveny hamry, papírna, v údolí Svitavy a Punkvy vyrůstaly nesčetné milíře. V Rájci postavil Hugo František Salm cukrovar. Kromě toho se zabýval vědeckými výzkumy, studoval očkování proti neštovicím, bádal o vakcínách proti vzteklině.

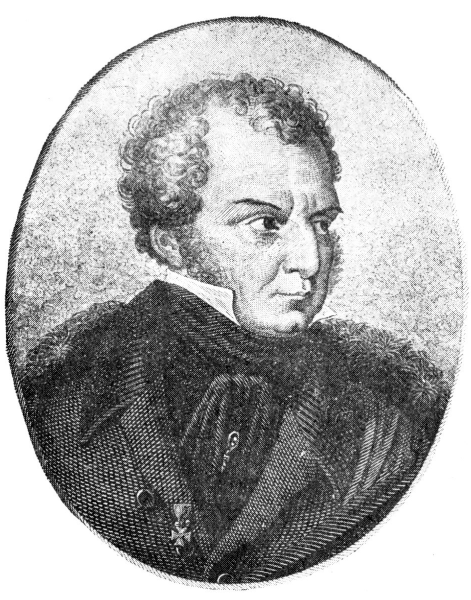
Hugo František Salm na sklonku života

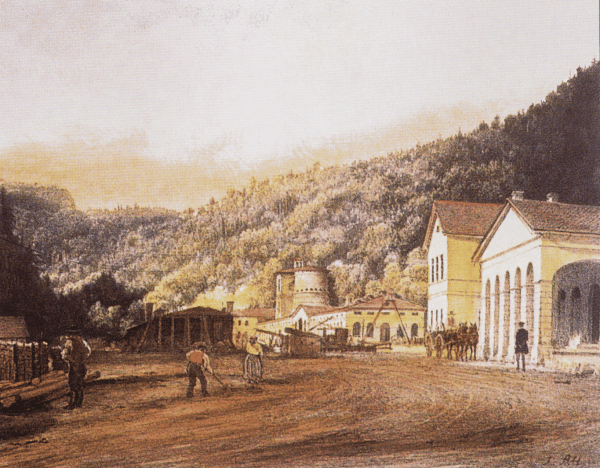
Starohraběcí huť v Blansku

V roce 1817 se stal jedním ze zakladatelů Moravsko-slezského Františkova muzea (nynější Moravské zemské muzeum), kam přispěl obnosem 2000 zlatých a stal se jedním z hlavních dárců muzejních sbírek. Seznámil se s mnoha kulturními činovníky své doby, jedním z jeho stálých hostů se stal Josef Dobrovský, na jehož práci a cesty mu hrabě Hugo Salm poskytoval finanční prostředky. Hugo František Salm se též zabýval přírodou Moravského krasu a stranou rozhodně nezůstala ani speleologie. Pro nedostatek času zejména podporoval publikace jiných autorů o tomto krásném koutu Moravy, avšak i sám se účastnil některých výprav, z nichž ta nejpamátnější byla ze srpna roku 1808, kdy sestoupil s expedicí na neprobádané dno Macochy.

## Rodina
Hugo František Salm se 6. září 1802 oženil s hraběnkou Marií Josephou McCaffry of Kenmore (21. 3. 1775 – 24. 4. 1836) z původem skotského rodu, která mu dala tři syny, z nichž se dospělosti dožili dva. Ona sama přežila svého manžela pouze o necelý jeden měsíc. Starší syn Hugo Karel Eduard převzal po smrti svého děda, který zemřel až roku 1838, rodové panství v Rájci a v Blansku, druhorozený syn Robert Ludvík Antonín působil ve význačných funkcích ve státní správě.